# Guillem Ramon de Montcada i de Portocarrero-Meneses
Guillem Ramon de Montcada i de Portocarrero-Meneses (Madrid, 4 de desembre de 1674 - València, 5 de febrer de 1727) va ser un noble i militar espanyol, sisè marquès d'Aitona i Gran d'Espanya de primera classe, entre altres títols. Va servir a l'exèrcit durant la Guerra de Successió Espanyola al servei de Felip V d'Espanya.

## Orígens
Va néixer a Madrid, on va rebre el sagrament del baptisme a la parròquia de Sant Sebastià el 4 de gener de 1672. Va ser fill del cinquè marquès d'Aitona, Miquel Francesc de Montcada i de Silva, i de Luisa Feliciana Portocarrero-Meneses y Noroña, filla i hereva dels ducs de Camiña.

## Herència
Va succeir el seu pare en la infantesa, amb només tres anys, a causa de la mort d'aquest als 21 anys el 1674, heretant tots els estats i títols de la casa d'Aitona. Uns anys més tard, el 1680, va morir la seva mare, i va rebre l'herència dels títols i estats vinculats al ducat de Camiña, el marquesat de Villarreal, el comtat de Medellín, entre d'altres.
Del seu pare també va heretar les dignitats, vinculades a la família, de Gran Senescal d'Aragó i Mestre Racional de Catalunya. Així mateix, el 1675 va succeir-lo en les comanadories de Begís i Castell de Castells, després d'ingressar a l'Orde de Calatrava el mateix any. Així mateix, va obtenir la naturalització del regne d'Aragó de mans de les Corts d'Aragó.

## Carrera

### Guerra dels Nou Anys
Assegurada la successió familiar, va incorporar-se a l'exèrcit de Catalunya en el context de la Guerra dels Nou Anys (1688-1697), concretament a la ciutat de Girona, que es trobava amenaçada després de la caiguda de La Seu d'Urgell el 1691.El gener de 1692 va ser designat mariscal de camp del Terç d'Aragó, que va romandre a Catalunya i el 1693 s'encarregà de la guarnició de Barcelona. El 1694 és promogut a general d'Artilleria de l'exèrcit a Catalunya, i com a tal el 27 de maig va participar en la batalla de Verges.

### Guerra de Successió Espanyola
En acabar la guerra, va romandre a Catalunya, i el 2 de març de 1701 va ser promogut a general de Cavalleria de l'exèrcit, que era el càrrec més important en àmbit peninsular. El 12 de novembre de 1701, a Barcelona, va assistir a la recepció pública de Felip V i va participar en el besamans com a Mestre Racional de la Casa i Cort a Catalunya, juntament amb la resta de ministres. El nou rei va nomenar-lo el seu gentilhome de cambra i el 21 de desembre va promoure'l a Mestre de Camp General de l'exèrcit a Llombardia, on havia començat la Guerra de Successió Espanyola. Va passar a Itàlia, on va servir a les campanyes militars del Milanesat.
En acabar la campanya a Itàlia, el rei va cridar-lo a la cort. El 4 de desembre de 1703 va ser nomenat capità de la segona companyia de les Reials Guàrdies de Corps, tot i que en realitat va servir com a ajudant reial a la campanya de Portugal, amb el grau de tinent general dels Reials Exèrcits, un càrrec que va mantenir fins que va ser designat coronal de les Reials Guàrdies d'Infanteria espanyoles, un càrrec que va ostentar fins a la seva mort, amb el càrrec accessori de capità de la companyia coronela de fusellers el setembre de 1705.
Tret d'un breu període que va ser destinat per donar suport a l'exèrcit a Extremadura, va acompanyar a Felip V en tots els viatges, campanyes i batalles d'aquells anys, mereixent la distinció del monarca, que va atorgar-li el grau de General dels exèrcits, tot i que es va mantenir com a ajudant reial i no va arribar a comandar cap cos militar.
Val a dir que la fidelitat a Felip V, va causar-li la confiscació dels seus dominis jurisdiccionals per part de Carles III, el pretendent austríac.
El 23 d'abril de 1714 va ser nomenat membre del Consell de Guerra, un càrrec que va mantenir també fins a la mort.

## Mort
Va morir a València el 5 de febrer de 1727. Va ser enterrat inicialment al convent dels Trinitaris Calçats de la Mare de Déu del Remei, a la mateixa ciutat, fins que va ser traslladat i sebollit definitivament al monestir de Santes Creus.

## Matrimoni
Va casar-se el 25 de desembre de 1688 amb Ana María Benavides y Aragón, filla dels comtes de Santisteban. Arran de la mort de la seva primera esposa el 1720, Montcada va casar-se en segones núpcies amb la comtessa de Lemos, Rosa María de Castro y Centurión, que va quedar vídua als pocs anys i va poder gaudir de l'usdefruit dels béns del marquès perquè el matrimoni s'havia concertat d'acord amb el dret aragonès.

### Descendència
Del seu primer matrimoni va tenir un fill, que va morir prematurament, i dues filles. La primera, Maria Teresa, va esdevenir hereva dels títols i patrimoni familiars i va casar-se amb el duc de Medinaceli, cosa que feu la casa d'Aitona i els seus estats s'incorporessin a la casa de Medinaceli. La segona filla, Maria Lluïsa, va casar-se amb el duc d'Híxar.
Del segon matrimoni no va tenir fills.

## Títols
1674 - 1727
- VI Marqués d'Aitona
- XXXVIII Vescomte de Bas
- XXXVI Vescomte de Cabrera
- XIV Comte d'Osona
- Marqués de Puebla de Castro

1705 - 1720
- XI Comte de Medellín

1705 - 1727
- XI Comte de Alcoutim
- VII Duc de Camiña
- IX Comte de Valenza i Valladares
- XI Marqués de Villa Real